# Hypothyris vallina
Hypothyris vallina är en fjärilsart som beskrevs av Haesch 1909. Hypothyris vallina ingår i släktet Hypothyris och familjen praktfjärilar. Inga underarter finns listade i Catalogue of Life.